# Wybory parlamentarne na Litwie w 1923 roku
Wybory parlamentarne na Litwie w 1923 roku – wybory do Sejmu Republiki Litewskiej II kadencji, które odbyły się 12 i 13 maja 1923. 

## Historia
Przedterminowe głosowanie do litewskiego parlamentu zarządził 13 marca 1923 prezydent Aleksandras Stulginskis, który tego samego dnia dokonał rozwiązania Sejmu I kadencji. Powodem decyzji była niemożność stworzenia stabilnej większości potrzebnej do rządzenia państwem – rządzący Blok Chrześcijańsko-Demokratyczny dysponował jedynie 38 mandatami na 78, a prawo gabinetu Ernestasa Galvanasukasa do zarządzania państwem było podważane przez opozycję, podobnie jak wybór Stulginskisa na prezydenta państwa 21 grudnia 1922.
Wybory zakończyły się sukcesem rządzącej Litwą chrześcijańskiej demokracji, który uzyskała w nich bezwzględną większość 51,2% głosów i 40 mandatów. 

## Podział mandatów w Sejmie
| partia                              | mandaty |
| ----------------------------------- | ------- |
| Blok Chrześcijańsko-Demokratyczny   | 40      |
| Litewski Ludowy Związek Chłopski    | 16      |
| Litewska Partia Socjaldemokratyczna | 8       |
| Żydzi                               | 7       |
| Polacy                              | 4       |
| Niemcy                              | 2       |
| Rosjanie                            | 1       |
| Razem                               | 78      |